# Koparit
Koparit – fiński klub piłkarski z siedzibą w mieście Kuopio.

## Osiągnięcia
- Wicemistrz Finlandii: 1978, 1981
- Finalista Pucharu Finlandii: 1957, 1978

## Historia
Klub założony został w 1931 roku jako KPT (Kuopion Pallotoverit). W 1938 roku klub debiutował w najwyższej lidze mistrzostw, a w 1987 po raz ostatni zagrał w niej, po czym spadł do drugiej ligi. W 1982 zmienił na nazwę Koparit Kuopio. W 1990 połączył się z lokalnym rywalem Kuopion Elo tworząc FC FC Kuopio. W 2001 przywrócił nazwę Koparit.